# Doliosauriscus
Doliosauriscus és un gènere extint de teràpsid dinocèfal que va viure al Permià mitjà en el que actualment és Rússia.

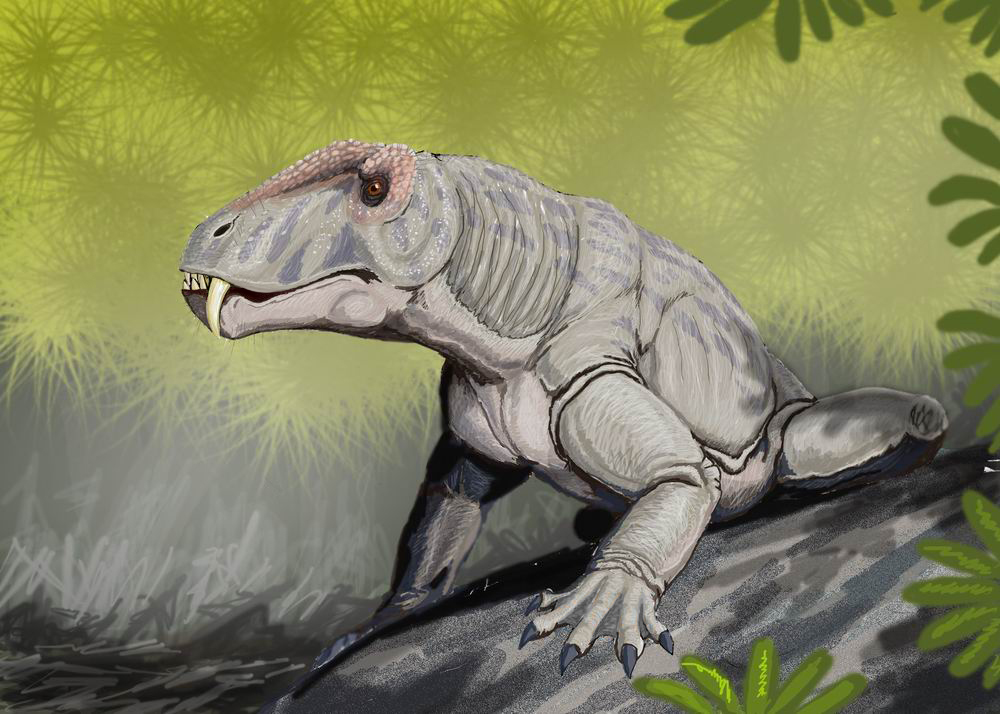
Dibuix de doliosauriscus